# Hannersgrün
Hannersgrün ist ein Dorf und eine ehemalige bayerische Gemeinde. Es ist heute ein Gemeindeteil des Marktes Kohlberg im Oberpfälzer Landkreis Neustadt an der Waldnaab.

## Geschichte
Die Entstehung von Hannersgrün geht wahrscheinlich auf die erste Hälfte oder die Mitte des 12. Jahrhunderts zurück.
1827 zerstörte ein Brand fast alle Gebäude westlich der Ortsstraße.
1885 wurde in Hannersgrün die Freiwillige Feuerwehr gegründet.
Die politische Gemeinde Hannersgrün wurde 1818 durch das Gemeindeedikt in Bayern errichtet. Die Gemeinde bestand aus den Orten Hannersgrün, Artesgrün, Falkenthalermühle, Thannhof und Weißenbrunn. Am 1. Januar 1972 wurde die Gemeinde Hannersgrün nach Kohlberg eingegliedert.